# Michelle Shephard
Michelle Shephard   (1972) és una periodista d'investigació, escriptors i cineasta canadenca. Ha estat guardonada amb el premi Michener per al periodisme de servei públic i va guanyar tres vegades el National Newspaper Award. El 2011, va ser productora associada d'un documental anomenat Under Fire: Journalists in Combat. Va produir el documental de la National Film Board, Prisoners of the Absurd, que es va estrenar al Festival Internacional de Cinema Documental d'Amsterdam de 201. Shephard també va codirigir una pel·lícula basada en el seu llibre sobre Omar Khadr, Guantanamo's Child, que es va estrenar al Festival Internacional de Cinema de Toronto el setembre de 2015.
Shephard va rebre el 2015 la beca Atkinson en polítiques públiques.